# Ulises Barragán
Ulises Iván Barragán Calderón (ur. 24 sierpnia 1985) – meksykański zapaśnik w stylu klasycznym. Zajął 24 miejsce na mistrzostwach świata w 2011. Brązowy medal na igrzyskach panamerykańskich w 2011. Dwa medale na mistrzostwach panamerykańskich, srebrny w 2010. Trzeci na igrzyskach Ameryki Środkowej i Karaibów w 2010 roku.